# DFS 346
Il DFS 346 (Samolyot 346) era un monomotore a razzo sperimentale ad ala media ad elevate prestazioni inizialmente sviluppato presso l'azienda tedesca Siebel negli anni quaranta e rimasto allo stadio di prototipo.
Progettato da Felix Kracht al Deutsche Forschungsanstalt für Segelflug (DFS), l' "Istituto tedesco di volo con alianti", il velivolo venne requisito dall'Armata rossa sovietica nelle ultime fasi della Seconda guerra mondiale, quindi oggetto di sviluppo presso l'OKB 2 diretto da Alekséj Mihájlovič Isáev.

## Storia del progetto

Sezione interna del DFS 346.

Il DFS 346 era un progetto parallelo dell'aereo da ricognizione ad alta quota DFS 228. Mentre il DFS 228 era essenzialmente un progetto di aliante convenzionale, il DFS 346 aveva ali a freccia ed una fusoliera molto snella, che i suoi progettisti speravano potesse infrangere la barriera del suono. Come il suo predecessore, esso prevedeva anche un modulo di salvataggio per il pilota, un progetto originale del DFS 54 antecedente alla guerra. Il pilota guidava la macchina in posizione prona, una decisione presa dopo le esperienze con il prototipo del DFS 228, principalmente per resistere meglio alla forza g e per ridurre la sezione frontale della fusoliera quanto più possibile.
Il DSF 346 era stato progettato con l'idea di lanciarlo in volo da un aereo di grandi dimensioni, il Dornier Do 217. Dopo il lancio, il motore Walter 509B/C (ZhRD-109-510), essenzialmente composto di due camere di combustione sovrapposte con l'unità inferiore da 400 kg (880 lb) di spinta per la crociera e l'unità superiore per una spinta addizionale da sfruttare per un decollo dal suolo o una spinta addizionale per un breve periodo, avrebbe dovuto portare l'aereo ad una velocità di progetto di Mach 2,6 e ad un'altitudine di 30.500 metri. A quel punto il motore sarebbe stato spento e durante una planata ad alta velocità sull'Inghilterra avrebbe potuto compiere una ricognizione fotografica. A fine missione, il motore sarebbe stato acceso nuovamente per riguadagnare quota per planare nuovamente (a bassa velocità) in una base in Germania o in Francia.

## Varianti
DFS 346primo prototipo costruito dalla Siebel Werke nei primi anni quaranta. In seguito confiscato e portato in Unione Sovietica, assegnato all'OKB-2 per un programma di sviluppo e testato nella galleria del vento dello TsAGI, quindi smantellato in quanto giudicato non in grado di volare.
346-Pprototipo, prima cellula costruita nel dopoguerra, completata in Unione Sovietica nel 1948 da ingegneri tedeschi. Visivamente il 346-P risultava identico al suo predecessore eccetto per la rimozione delle carenature al carrello d'atterraggio rimosse principalmente per diminuire la massa del velivolo. Inoltre questo prototipo integrava, agganciato a supporti subalari, un dispositivo atto a diminuire la velocità del velivolo dopo l'atterraggio.
346-1(A)prototipo finito di assemblare il 5 maggio 1949, dotato di un mockup di endoreattore e che integrava un impennaggio dal disegno leggermente diverso.
346-2(D)come il 346-1, ma equipaggiato con reali endoreattori.
346-3unico prototipo a volare con propulsione a reazione, in grado durante i test di raggiungere due volte velocità transonica.

## Bibliografia

Sequenza delle fasi di evacuazione del pilota

## Utilizzatori
Unione Sovietica
- Voenno-vozdušnye sily